# Regional District of Bulkley-Nechako
Regional District of Bulkley-Nechako är ett regionalt distrikt i provinsen British Columbia i Kanada. Det ligger i den centrala delen av provinsen. Ytan är 73 361 kvadratkilometer och antalet invånare var 37 896 vid folkräkningen 2016.
I kommunen finns åtta kommuner:
- Village of Burns Lake
- District of Fort St. James
- Village of Fraser Lake
- Village of Granisle
- District of Houston
- Town of Smithers
- Village of Telkwa
- District of Vanderhoof